# Ugovor iz Tordesillasa
Ugovor iz Tordesillasa (port. Tratado de Tordesilhas, špa. Tratado de Tordesillas) je ugovor od 7. lipnja 1494. između Portugala i Španjolske o kolonijalnoj podjeli svijeta. Ugovor određuje liniju podjele novog svijeta samo između Portugala i Španjolske i to meridijanom udaljenim 1550 kilometara zapadno od Zelenortskih Otoka. Linija se nalazila na 46-om meridijanu, zapadno od Greenwicha, i predstavljala je jednu trećinu udaljenosti od Zelenortskih otoka do otoka koje je otkrio Kristofor Kolumbo na svom prvom putovanju (Kuba). Po ovom ugovoru, sva zemlja koja se nalazila istočno od ove linije pripadala je Portugalu, a sva zemlja koja se nalazila zapadno, pripadala je Španjolskoj. Španjolska je ratificirala ovaj ugovor 2. srpnja 1494. godine, a Portugal 5. rujna 1494. godine.

## Uzroci
Odmah po otkrivanju Amerike, pojavile su se razmirice između Portugala i Španjolske. Postojeća papinska bula "Aeterna regis" iz 1481. godine dodjeljivala je svu zemlju južno od Kanarskih Otoka Portugalu. Ovo se nije sviđalo Španjolcima, koji su smatrali da, samim tim što je njihov podanik otkrio zemlju i polažu pravo na istu. Koristeći svoj utjecaj na novog papu, Španjolca po rođenju, Aleksandra VI., Španjolci su iznudili novu bulu "Inter caetera", po kojoj je sva zemlja 100 liga zapadno od Azorskih otoka, pripadala Španjolskoj (osim ako već neka druga kršćanska zemlja ne polaže pravo na nju, zaključno s Božićem 1492. - pošto se još uvijek mislilo da je u pitanju daleki istok, a ne novi kontinent), bez obzira na to je li na sjevernoj ili južnoj polutci. Ova bula nije uopće spominjala Portugal, ali ga je praktički onemogućavala da zauzme cijelu Indiju, što je bio i cilj portugalskog kralja Ivana II. On je odmah započeo pregovore s Aragonski kraljem Ferdinandom II. i kastiljskom kraljicom Izabelom I. kako bi pomjerio crtu razgraničenja na zapad. Kako je ovo bilo protivno papinskoj buli, postignut je novi dogovor, koji je sankcionirao papa Julije II. bulom iz 1506. godine.
Sama podjela je malo poštovana na djelu, iako su Portugalci otkrili zemlju istočno od meridijana 1500. godine, nisu se ustručavali prijeći liniju razgraničenja, niti su im to Španjolci branili. Ugovor je bio ništavan u godinama Iberijskog carstva, kada je španjolski kralj ujedno bio i portugalski kralj (1580. – 1640.). Novim ugovorom u Madridu iz 1750. godine, Portugalu je priznat suverenitet nad zaposjednutim područjima u Južnoj Americi.